# Открытый чемпионат Майами по теннису 2015

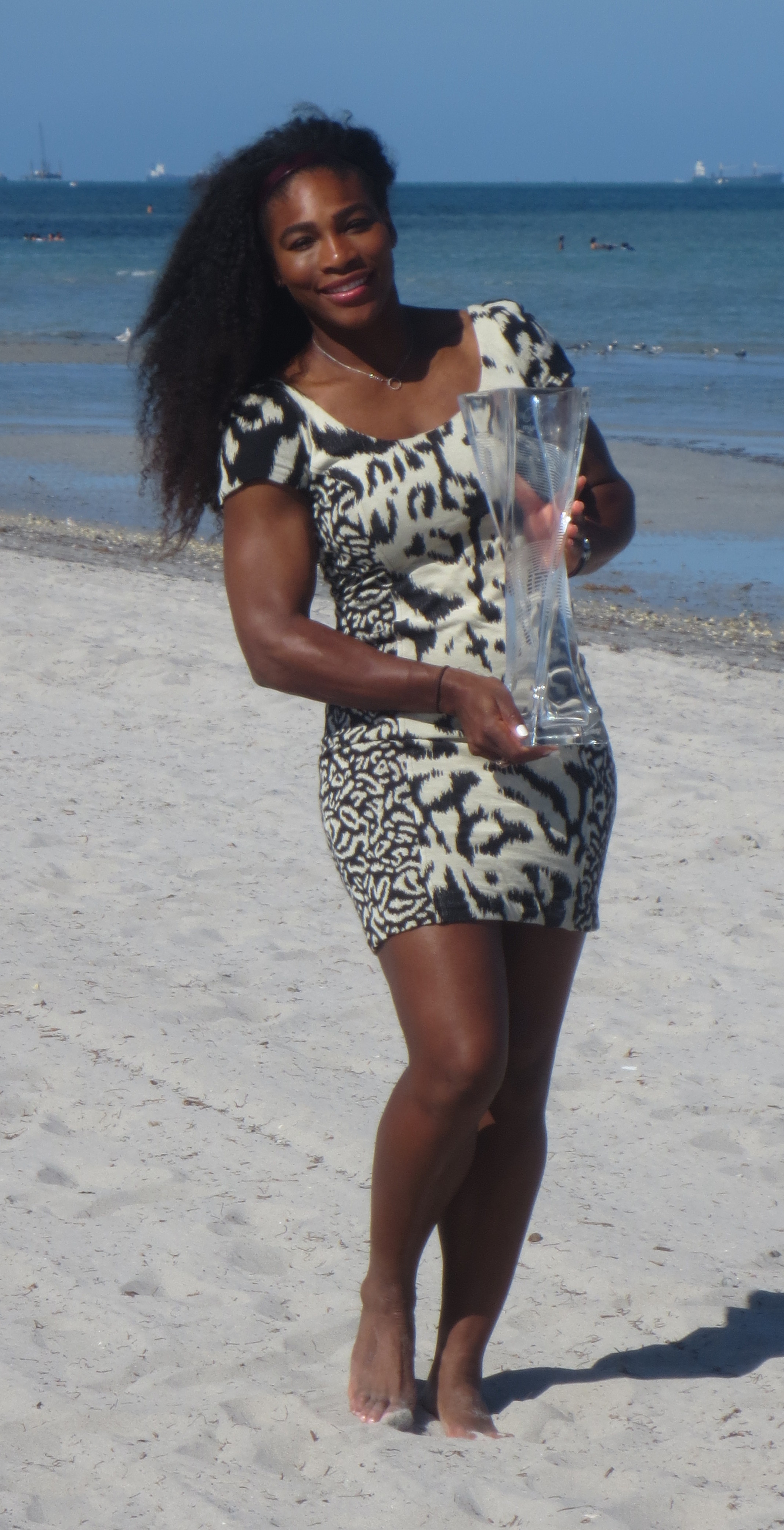
Победительница одиночного турнира среди женщин Серена Уильямс с главным призом соревнований.

Открытый чемпионат Майами по теннису 2015 — ежегодный профессиональный теннисный турнир, в 30-й раз проводившийся в Ки-Бискейне, Майами на открытых хардовых кортах. Мужской турнир имеет категорию ATP Masters 1000, а женский — WTA Premier Mandatory.
Соревнование продолжает мини-серию из двух турниров, основная сетка которых играется более 1 недели.
Соревнования были проведены на кортах Tennis Center at Crandon Park — с 24 марта по 5 апреля 2015 года.
Прошлогодние победители:
- мужчины одиночки —  Новак Джокович.
- женщины одиночки —  Серена Уильямс.
- мужчины пары —  Боб Брайан /  Майк Брайан.
- женщины пары —  Мартина Хингис /  Сабина Лисицки.

## Общая информация
Мужской одиночный турнир собрал восемь представителей Top-10 мирового рейтинга: из первой десятки отсутствовали третья ракетка и двукратный победитель турнира в Майами Роджер Федерер и десятый Марин Чилич. Первым номером посева стал лидер классификации и прошлогодний победитель Новак Джокович, а вторым Рафаэль Надаль. Чемпион 2009 и 2013 годов Энди Маррей выступил в качестве третьего номера посева. Раньше всех из фаворитов проиграл испанец Надаль, который выбыл уже в третьем раунде, уступив соотечественнику Фернандо Вердаско. Джокович и Маррей смогли дойти до финала и разыграли главный трофей между собой. В итоге победу одержал Новак, который смог отстоять свой прошлогодний титул и выиграть его в общей сложности в пятый раз (кроме двух последних побед он выигрывал ещё в 2007, 2011-12 годах). В основном турнире приняли участие три представителя России Теймураз Габашвили, Андрей Рублёв и Михаил Южный и все они проиграли на стадии второго раунда.
В мужском парном разряде также как и в одиночном турнире победу одержали фавориты. Боб Брайан и Майк Брайан, которые были посеяны под первым номером, смогли защитить свой прошлогодний титул. Для братьев этот титул стал четвёртым в Майами (до этого в 2007-08 и 2014 годах). В финале они обыграли вторых номеров посева Вашека Поспишила и Джека Сока.
Женский одиночный турнир также собрал почти всех сильнейших теннисисток мира: из первой десятки отсутствовала лишь четвёртая ракетка в мире чешская спортсменка Петра Квитова. С общей победительницей турнира вновь было всё предсказуемо — ею стала лидер женского тенниса и чемпионка двух последних розыгрышей Серена Уильямс, которая выиграла турнир уже в восьмой раз (до этого в 2002-04, 2007-08, 2013-14). По количеству побед в Майами она стала единоличным рекордсменом во всех разрядах (до этого Серена делила этот рекорд с Яной Новатной у которой семь титул в женской парном разряде). Главную неожиданность в розыгрыше турнира преподнесла соперница Уильямс по финалу Карла Суарес Наварро, которая была посеяна под номером 12. Для испанской теннисистки этот решающий матч стал дебютным в карьере на турнирах уровня серии Premier Mandatory. В основной сетке турнира приняло участие восемь россиянок. Три из них: Дарья Гаврилова, Светлана Кузнецова и Екатерина Макарова смогла пройти в четвёртый раунд, где каждая из них проиграла свой матч.
Как и во всех соревнованиях парный приз у женщин достался одной из победительниц прошлого года Мартине Хингис. Единственным отличием от чемпионов всех разрядов образца сезона 2014 года стала партнёрша швейцарки по этой победе — Саня Мирза. В прошлом году Хингис выступила совместно с Сабиной Лисицки, которая в этом розыгрыше не выступила. Мартина побеждает на местном турнире в четвёртый раз в парах и шестой в общей сложности (две победы в одиночках), а Саня смогла выиграть в первый раз.
В финале Мирза и Хингис обыграли российский дуэт Елена Веснина и Екатерина Макарова, который сыграл в решающем матче второй год подряд.

## Соревнования

### Мужчины. Одиночный турнир
Новак Джокович обыграл  Энди Маррея со счётом 7-6(3), 4-6, 6-0.
- Джокович выигрывает 3-й одиночный титул в сезоне и 51-й за карьеру в основном туре ассоциации.
- Маррей сыграл 2-й одиночный финал в сезоне и 47-й за карьеру в основном туре ассоциации.

### Женщины. Одиночный турнир
Серена Уильямс обыграла  Карлу Суарес Наварро со счётом 6-2, 6-0.
- Уильямс выиграла 2-й одиночный титул в сезоне и 66-й за карьеру в туре ассоциации.
- Суарес Наварро сыграла 2-й одиночный финал в сезоне и 8-й за карьеру в туре ассоциации.

### Мужчины. Парный турнир
Боб Брайан /  Майк Брайан обыграли  Вашека Поспишила /  Джека Сока со счётом 6-3, 1-6, [10-8].
- Братья Брайаны выигрывают свой 2-й титул в сезоне и 105-й за карьеру в основном туре ассоциации.
- Для Боба это также 105-й титул на этом уровне, а для Майка — 107-й.

### Женщины. Парный турнир
Мартина Хингис /  Саня Мирза обыграли  Елену Веснину /  Екатерину Макарову со счётом 7-5, 6-1.
- Хингис выигрывает 3-й парный титул в сезоне и 43-й за карьеру в туре ассоциации.
- Мирза выигрывает 3-й парный титул в сезоне и 25-й за карьеру в туре ассоциации.